# HD 158619
HD 158619，又名CD-3312149，SAO 208921、HR 6517，是一颗恒星，视星等为6.44，位于銀經354.39，銀緯-0.05，其B1900.0坐标为赤經17h 25m 11.8s，赤緯-33° -0.05′ 34″。